# Байрахтаров, Абузар Мирза оглы
Абузар Мирза оглы Байрахтаров (азерб. Əbuzər Mirzə oğlu Bayraqdarov; род. 1 июля 1923, Ахалцихский уезд) — советский азербайджанский садовод, Герой Социалистического Труда (1966). Заслуженный садовод Азербайджанской ССР (1964).

## Биография
Родился 1 июля 1923 года в селе Цири Ахалицихского уезда Грузинской ССР (ныне Адигенский район).
Окончил Кубинский совхоз-техникум в 1970 году.
Начал трудовую деятельность в 1938 году. Позже бригадир совхоза имени XXII партсъезда Кубинского района. Отличился в трудовом соревновании семилетки. Бригада, возглавляемая Байрахтаровым, получала урожаи плодов по 140—170 центнеров с гектара на площади 120 гектаров. В 1984 году, Байрахтаров, наряду с другими передовыми садоводами совхоза, обязался продать государству 14,3 тысяч тонн плодов при средней урожайности 107 центнеров с 1 гектара, тем самым перевыполняя план по продаже на 3,6 тысяч тонн и по урожайности на 27 центнеров с гектара. На работе охарактеризовал себя как хороший хозяйственник и послушный, стремящийся всесторонне овладеть секретами прогрессивных способов, применяемых в современном садоводстве.
Указом Президиума Верховного Совета СССР от 30 апреля 1966 года за успехи, достигнутые в производства и заготовок овощей, плодов, винограда, чайного листа и табака Байрахтарову Абузару Мирза оглы присвоено звание Героя Социалистического Труда с вручением ордена Ленина и золотой медали «Серп и Молот».
Активно участвовал в общественной жизни Азербайджана. Член КПСС с 1963 года.